# Mohamed Yattara
Mohamed Yattara   (Kamsar, 28 de juliol de 1993) és un exfutbolista guineà de la dècada de 2010.
Fou internacional amb la selecció de futbol de Guinea.
Pel que fa a clubs, destacà a Olympique de Lió, Standard de Lieja i AJ Auxerre.